# Organobromidy

Hexabromcyklododekan

Organobromidy jsou organické sloučeniny, které v molekule obsahují alespoň jeden atom bromu. Jsou toxické.

## Použití a vlastnosti
Některé organobromidy (například brodifakum, bromoxynil nebo deltamethrin) se používají jako pesticidy.
4-brom-2,5-dimethoxyfenylethylamin (2C-B) je halucinogenní, existují také bromované zpomalovače hoření.

## Příklady
- brommethan
- dibrommethan
- tribrommethan (bromoform)
- tetrabrommethan
- hexabromcyklododekan
- brombenzen
- bromoxynil